# Venecia
Venecia – miasto w Kolumbii, w departamencie Antioquia.